# La Justice du lasso
Pour plus de détails, voir Fiche technique et Distribution.
La Justice du lasso (Hoppy Serves a Writ) est un film américain en noir et blanc réalisé par George Archainbaud, sorti en 1943.

## Fiche technique
- Titre français : La Justice du lasso
- Titre original : Hoppy Serves a Writ
- Réalisation : George Archainbaud
- Scénario : Gerald Geraghty et Clarence Mulford
- Photographie : Russell Harlan
- Montage : Sherman A. Rose
- Musique : Paul Sawtell (non crédité)
- Pays de production :  États-Unis
- Producteur : Harry Sherman
- Société de production : Harry Sherman Productions
- Société de distribution : United Artists
- Langue originale : anglais américain
- Format : noir et blanc — 35 mm — 1,37:1 — son : mono (Western Electric Wide Range System)
- Genre : western
- Durée : 67 minutes
- Date de sortie :
  - États-Unis : 12 mars 1943
  - France : 4 août 1947

## Distribution
- William Boyd : Hopalong Cassidy
- Andy Clyde : California Carlson
- Jay Kirby (en) : Johnny Travers
- Victor Jory : Tom Jordan
- George Reeves : Steve Jordan
- Jan Christy : Jean Hollister
- Wally Wales : Greg Jordan
- Forbes Murray : Ben Hollister
- Robert Mitchum : Rigney
- Byron Foulger : Danvers
- Earle Hodgins : le barman
- Roy Barcroft : Todd Colby
- Bob Burns : joueur de cartes (non crédité)
- Edward Peil Sr. : joueur de cartes (non crédité)
- Herman Hack (non crédité)